# シアノアクリレート

メチルシアノアクリレートの化学構造式

シアノアクリレート（英: Cyanoacrylates）は、強力かつ急速硬化性のある接着剤の一種であり、工業用、医療用、家庭用に使用される。シアノアクリレートは他の接着剤と比べ保存できる期間が短く、常温の空気中では未開封の場合で製造から約1年、開封後は1ヶ月である。しかし、シアノアクリレートは空気中の水分と反応し硬化するため、乾燥剤と一緒にビニール袋に密封して、冷凍(蔵)庫など乾燥している場所へ保管すると、開封後でも数ヶ月は保存可能である。毒性はわずかである。
シアノアクリレートには、メチル-2-シアノアクリレート、エチル-2-シアノアクリレート、n-ブチルシアノアクリレート、2-オクチルシアノアクリレート（医学、獣医学および救急用品）が含まれる。オクチルシアノアクリレートは、毒性に配慮し、皮膚への刺激性やアレルギー反応を軽減するために開発された。シアノアクリレートは、一般には瞬間接着剤（instant glues）、パワーグルー（power glues）またはスーパーグルー（super glues）と呼ばれるタイプの接着剤に使われており、日本では東亞合成の商標「アロンアルフア」が特に有名である。欧米では"CA"の略号は、一般的に工業用グレードを表している。

## 開発

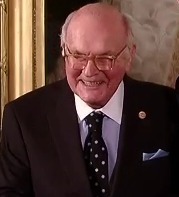
ハリー・ウェスリー・クーヴァー Jr.、2010年にバラク・オバマ米大統領からアメリカ国家技術賞を授与される直前の様子

シアノアクリレートの最初の特許は、1942年にグッドリッチ社から申請された。第二次世界大戦中に、銃の照準器に適した透明プラスチック材料の探索の副産物として見出された。1942年に、ハリー・クーヴァー率いる科学者チームが、接触するすべてのものを接着する化学処方を偶然発見した。この発見は、戦時中には顧みられず、応用開発も始まらなかったが、1951年にイーストマン・コダック社の研究者であったクーヴァーと同僚のフレッド・ジョイナーがシアノアクリレートを再発見した。二人はその商業的価値にいち早く気付き、1958年に接着剤として発売した。これが世界初の瞬間接着剤、商品名「イーストマン#910（Eastman #910）」（のちの「イーストマン910」）である。
1960年代に、ロックタイト社はイーストマン・コダック社からシアノアクリレートの供給を受け、新ブランド「ロックタイト クイック セット404（Loctite Quick Set 404）」として販売した。ロックタイト社は1971年に自社開発の技術でシアノアクリレートを自社製造するようになり、「スーパー ボンダー（Super Bonder）」の名前で販売した。ロックタイト社は急速に市場シェアを拡大し、1970年代後半までには、北米における工業用シアノアクリレート市場でイーストマン・コダック社を凌駕するまでになった。一方、ナショナル・スターチ・アンド・ケミカル社（National Starch and Chemical Company）は、イーストマン・コダック社のシアノアクリレート事業を買収し、ほかのいくつかの買収した技術と組み合わせて、1970年代に「パーマボンド（Permabond）」を製造した。その他のシアノアクリレートのメーカーとしては、ルパージュ社（LePage、1996年にヘンケル社が買収したカナダの会社）がある、ナショナル・スターチ・アンド・ケミカル社のパーマボンド事業部門はユニリーバ社の子会社となっている。ロックタイト、イーストマン、パーマボンドの3社合わせて、工業用シアノアクリレート市場の約75%を占めている。2013年現在、パーマボンド社は、元の「910」配合の接着剤を現在でも継続して製造している。

## 特性
液体の状態では、シアノアクリレートはモノマーのシアノアクリレート分子からなる。メチル-2-シアノアクリレート(CH2=C(CN)COOCH3C5H5NO2)は、分子量111.1、引火点79 ℃、密度1.1g/mlである。エチル-2-シアノアクリレート(C6H7NO2)は、分子量125、引火点>75 ℃である。液状では垂れたり不要なところに流れ込んだりしやすいので、取り扱いを容易にするため、シアノアクリレート接着剤にヒュームドシリカのような成分を配合して粘度を上げたりゲル状とした製品もある。硬化したシアノアクリレートは硬く、衝撃や剪断応力で割れたり剥がれたりしやすいため、柔軟性を持たせるような添加剤を配合して耐衝撃性を高めた製品もある。このような添加剤の例として、ロックタイト社の「Ultra Gel」ではゴムが含まれている。
一般に、シアノアクリレートは、水（特に水酸化物イオン）の存在下で素早く重合し、長く強固な高分子鎖を形成することで、接着する表面同士を結合する。ごく普通の湿度の空気に触れただけでも反応して、数秒以内に表面が硬化し始める。こうなると内部に水分が届かなくなり、全体の硬化が非常に遅くなる。一般的な接着剤では接着面に塗り広げてから貼り合わせるが、シアノアクリレートは塗り広げると表面全体が硬化し始めてしまう。また、一カ所に大量に塗布すると今度は内部に水分が行き渡らず硬化しにくくなる。このため、接着面に点状に付け、貼り合わせて一気に塗り広げるようにする。
湿分と反応するため、一度開封するとすぐに使用できなくなりやすい。長期間保存するためには、シリカゲルなどの乾燥剤の入った密封容器に保管することが望ましい。また、押しピンなど針状のものをノズルの先端に差し込み、空気を遮断する方法もある。針を差し込む際に混入した湿分でノズル内部が詰まることがあるが、使用前に針を加熱することによって（例えば、ライターで）詰まりを取り除くと、再使用できる。また、硬化反応は温度依存性なので、冷蔵庫など低温の場所で保管することで硬化しにくくなる。特に冷凍庫内は温度・湿度ともに低いので、保管場所として望ましい。ただし、使用する際は室温に戻してからでないとなかなか硬化しないので注意が必要である。

メチル-2-シアノアクリレートの重合反応

## 用途

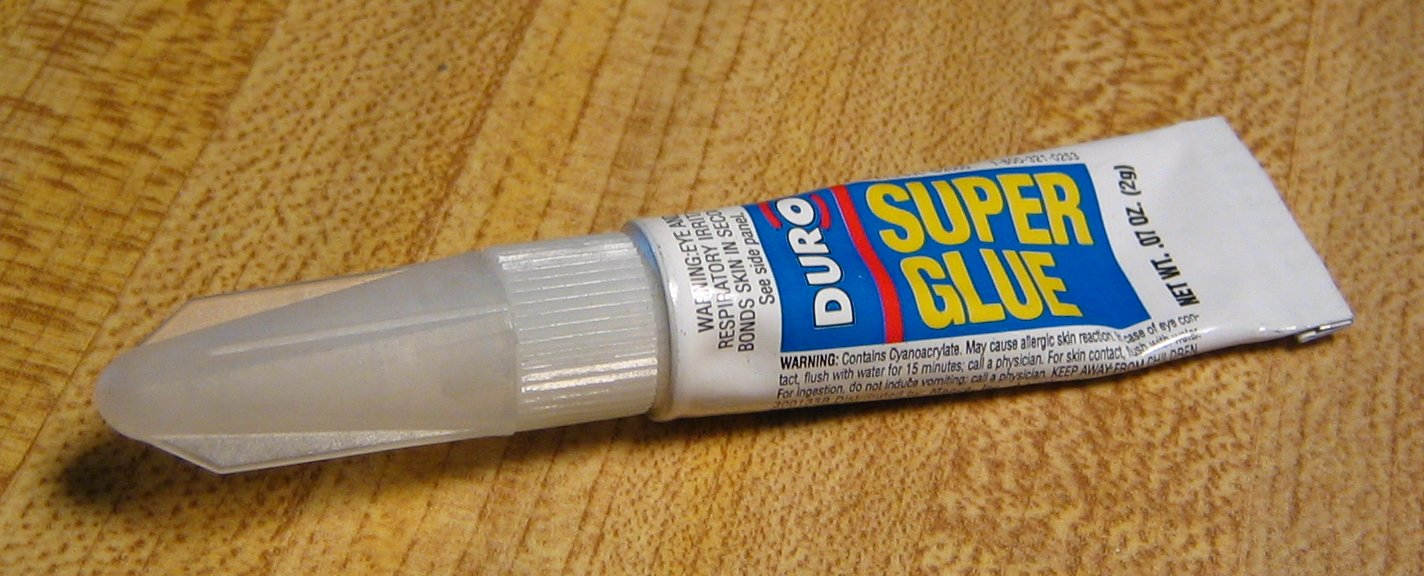
シアノアクリレート系接着剤である「Super Glue」のチューブ

### 挙動
シアノアクリレートは、主に接着剤として使用されるが、効果的に使用するには、いくつか注意と知識が必要である。室温での保存期間は未開封で約12ヶ月、開封後は1ヶ月である。エポキシ樹脂系接着剤とは異なり、隙間を埋めるのには適していない。また、厚塗りよりも非常に薄く塗布するほうが効果的である。人間の皮膚や組織を含む多くの物質を接着でき、実際に医療用の製品もある。綿や羊毛のように吸湿性のある天然繊維に付着すると急激に硬化して発熱する。
シアノアクリレートは剪断強度が低く、あとで削り取るような部品の仮止め用接着剤として使用することもある。このような仮止めの例としては、旋盤上の捨てブロックへの工作物の取付け、またピンやボルトの接着固定などが挙げられる。また、硬化時間は長いがより強力な他の接着剤と併用し、他の接着剤の強度が発現するまで保持するために使うこともある。

### 電子機器
シアノアクリレートは、電子機器の試作品（ワイヤラッピングを参照）やラジコン模型飛行機の組み立てにおいて、ナットとボルトが緩まないようにするために使用される。金属の接着性が高く、汎用性も高いので、模型やミニチュア愛好家に人気がある。

### 観賞用の水槽
シアノアクリレートは、アクアリウム愛好家がサンゴの株分け（fragging）を行なう際にも使用される。ミドリイシのようなハードコーラルは、切断枝をライブロックやセラミック製の台座（コーラルプラグ）に接着して、新しい株を生育させることができる。シアノアクリレートは水槽内で直接使用しても安全で、エポキシパテやシリコーンよりも硬化が早い。水分と反応して硬化するのも、水中で使用するのに都合がよい。もとのシアノアクリレートは、水分と熱の両方に対して「弱い」接着剤として分類されているが、無水フタル酸を添加すると耐水性・耐熱性とも高まると報告されている。

### 平滑表面の接着
一般的なシアノアクリレート接着剤は、平滑なガラスにはあまりよく接着しない。ただし、ガラス用に特別配合されたシアノアクリレートまたはエポキシを塗布する前の仮止めとして使用することはできる。ガラス繊維のマットや薄い織物の周囲を機械的に接着することで、継ぎ目を補強したり、小さな部品を組み立てることができる。

### 充填材
重曹（炭酸水素ナトリウム）と混ぜることで硬く軽量な充填剤として使うこともできる。この場合、最初に重曹を隙間に詰め、そこに接着剤を滴下する。これは、接着剤が効きにくい多孔質材料にも使えるので、模型飛行機愛好家がポリスチレン発泡部品を組み立てたり修理したりするのに使うことがある。また、軽量飛行機のプロペラ羽根先端の小さな欠けを修復するのに使うこともある。
シアノアクリレートのブランドの1つである「SupaFix」は、充填剤として酸化カルシウムを使用しており、モルタルのような手触りのより硬い材料となる。これは硬質材料を接合したり、ひび割れた鋳物を補修するために使用できる。

### 科学捜査
シアノアクリレートは、ガラス、プラスチックなどの非多孔質表面上の見えない指紋を捉えるための科学捜査手法にも使用される。シアノアクリレートを温めて蒸散させ、目に見えない指紋残渣と大気中の水分を反応させると、指紋隆起部上に白いポリマーが形成されるので、その隆起部を記録する。形成されたポリマーは、白いプラスチックなどの上でなければ肉眼でも確認できるが、蛍光や非蛍光染色との併用で見えない、または見えにくい指紋を強調して見やすくすることができる。

### 木工
木工には希薄なシアノアクリレート接着剤が速乾性で光沢のある仕上げ材として使用される。硬化速度を調節するために、油（沸騰させた亜麻仁油など）が使用される。また、隙間やひび割れを埋めるためにおがくずと組み合わせて使う。これはピアノ響板、木製楽器、木製家具の補修にも使われる手法である。また、ペンブランク（ペンの軸胴部）の仕上げにも使われることがあり、この場合は旋盤を使ってシアノアクリレートを薄く複数回塗り重ねて硬く透明な表面を作り、光沢を出すため研磨して仕上げる。

### 医療

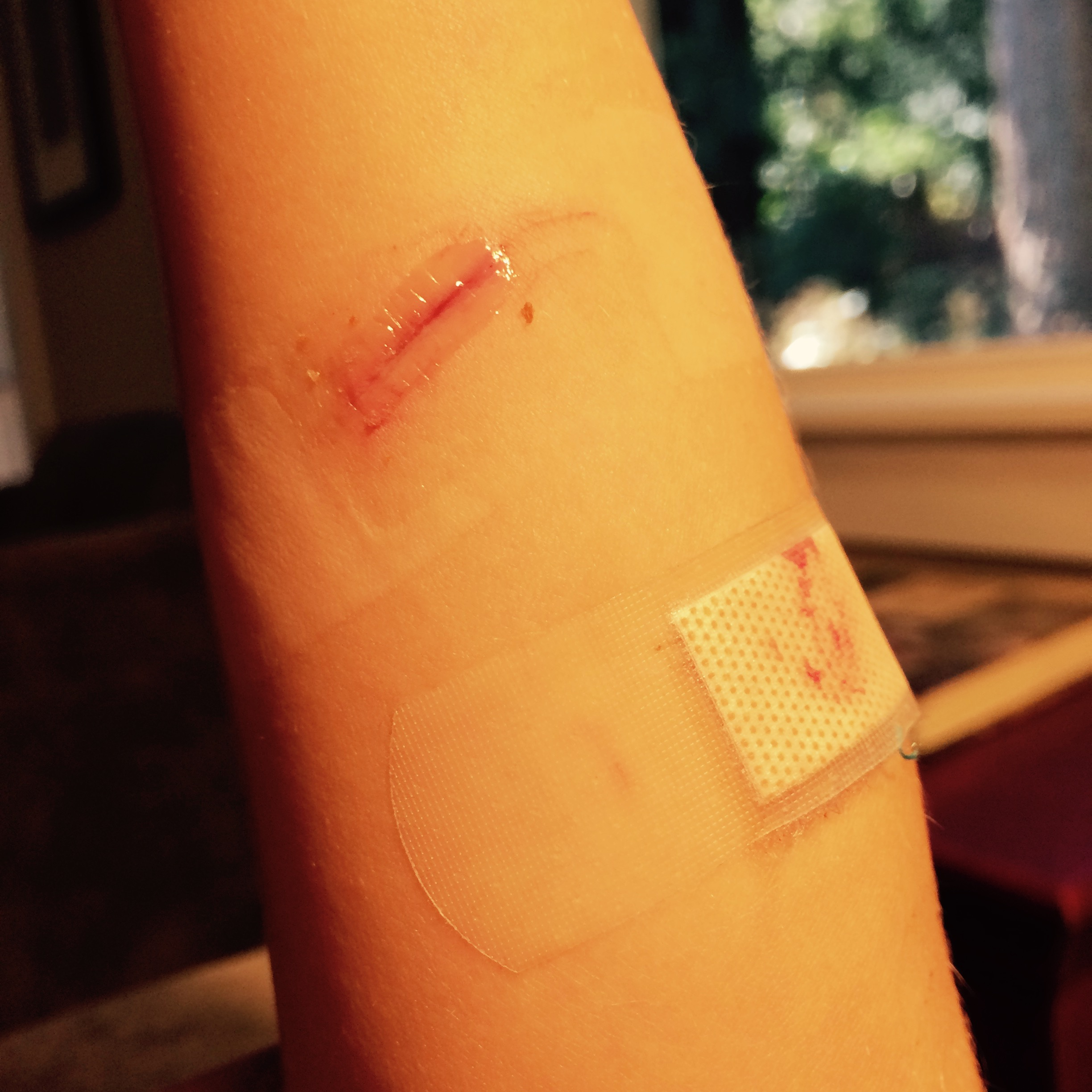
医療用のシアノアクリレート接着剤である「Dermabond」でふさがれた傷口

CA接着剤は、1970年代初頭またはそれ以前まで、骨、皮およびカメの甲羅を修復するために獣医学で使用されていた。ベトナム戦争で病院に運ぶまでに負傷した兵士の出血を抑えるためにCAスプレーが使用されている、と1966年にハリー・クーヴァーは語っている。n-ブチルシアノアクリレートは、1970年代から医療に使用されてきた。アメリカ食品医薬品局（FDA）は、皮膚を刺激する可能性があるとして、「Dermabond」の医療用接着剤としての使用を1998年まで承認していなかった。研究により、シアノアクリレートは従来の吻合（縫合）よりも創傷閉鎖に対してより安全で機能的であることが確認されている。接着剤は、創傷閉鎖について以下の点で優れている。
- 閉鎖に必要な時間
- 感染症の発生率（縫合では、皮膚の表皮、真皮、皮下脂肪層を縫合糸が貫通するため汚染経路になり得る）
- 治癒後の傷跡の美観

シアノアクリレートを使用して、指先の皮膚の損傷を修復するロッククライマーもいる。同様に、弦楽器奏者は手指（指たこ）の保護にシアノアクリレートを使用することもある。CA接着剤は毒性も非常に低く、素早く皮膚を被覆できるが、接着剤とその飛散成分を大量に皮膚につけると、薬傷を引き起こす可能性がある。
一般的なシアノアクリレート接着剤は100％エチルシアノアクリレート（ECA）であるが、用途に応じて配合がカスタマイズされている。皮膚用の接着剤としては、以下の3種が販売されている。
- 2-オクチルシアノアクリレート(販売名「Dermabond」、「SurgiSeal」)
- n-2-ブチルシアノアクリレート(販売名「Histoacryl」、「Indermil」、「GluStitch」、「GluSeal」、「PeriAcryl」、「LiquiBand」)
- 2-エチルシアノアクリレート(販売名「Epiglu」)

### アーチェリー
シアノアクリレートはアーチェリーで矢のシャフトに矢羽を付けるために使われる。矢羽用接着剤には、シアノアクリレートをキットとしてパッケージ化したものがある。接着剤チューブには、矢羽をシャフトの所望の位置に固定するために、細長い金属ノズルを取り付けて接着剤を精度よく塗布できるようになっているものが多い。

### 化粧品
シアノアクリレートは、爪の先端や爪を覆う人工爪の強化のために、美容産業で「爪の接着剤」として使用されているが、眼に入って薬傷を負う事故も発生している。

## 安全性の問題

### 皮膚損傷
シアノアクリレートが身体の思わぬ場所に付着すると、動いた際に皮膚の一部がちぎれて傷を負うことがある。しかし、力に頼らなくとも、時間が経つとおおよそ4日ほどの間には自然に皮膚から剥がれてくる。植物油を接着剤の上とその周囲に塗ると、より早く剥がすことができる。まぶたを接着してしまった場合は、医師に相談すべきである。

### 毒性
蒸散物はシアノアクリレートのモノマーが揮発したもので、目、鼻、咽喉の粘膜を刺激するが、粘膜中の水分によってすぐに重合して不活性になる。換気の良い場所で使用すればリスクを最小限に抑えることができる。しかし、約5％の人で繰り返し暴露するうちに蒸散物に敏感になり、インフルエンザ様の症状を引き起こすことがある。シアノアクリレートは皮膚刺激性があり、アレルギー性の皮膚反応を引き起こす。アメリカ合衆国産業衛生専門家会議（ACGIH）は、暴露限界として 200 ppb の閾値を決めている。まれに、吸入により喘息が引き起こされることがある。なお、シアノアクリレート接着剤は製品によってさまざまな組成となっており、それぞれについて毒性が確認されているわけではないことに注意が必要である。
英国の安全衛生庁および米国国家毒性プログラムは、エチルシアノアクリレートの使用は安全であり、追加の調査は不要であると結論づけている。2-オクチルシアノアクリレートはアルキル基が長く分解速度が遅いため、組織毒性の閾値に達しない。エチルシアノアクリレートの毒性が問題となる場合は、縫合で使用される2-オクチルシアノアクリレートが好ましい。

### 綿、羊毛、その他の繊維材料との反応
綿、革または羊毛の他、ガラス繊維や炭素繊維にシアノアクリレートを塗布すると、急速に反応して発熱することがある。その際、100℃にも達することがあり、重度のやけどや発火の他、刺激性の白煙が発生することがある。シアノアクリレートの安全データシート（SDS）は、その取り扱いの際に、綿または羊毛の衣服、特に綿の手袋を着用しないように指示しており、拭き取る際も薄いティッシュや布を使わないよう案内されている。

## 溶剤と除去剤
除光液に含まれるアセトンは、硬化したシアノアクリレートを軟化させるため溶剤として広く入手可能なものの一つである。他の溶媒としては、ニトロメタン、ジメチルスルホキシドや塩化メチレンがある。γ-ブチロラクトンも使用できる。除去剤も広く市販されている。

## 保存
シアノアクリレート接着剤は保管寿命が短い。日付印をつけると、接着剤がまだ使用できるか判断するのに役立つ。あるメーカーは、以下のような情報とアドバイスを提供している。
約13℃（55°F）の冷蔵庫のような涼しく乾燥した場所に開封しないで保管すると、シアノアクリレートの保管寿命は製造から約15ヶ月まで延長できます。6ヶ月以内に接着剤を使用する場合は、冷蔵する必要はありません。シアノアクリレートは水分に敏感であり、冷たい場所から高温の場所に移動させると結露するので、冷蔵庫から取り出した後、開封前に接着剤を室温状態にすることが最善です。開封後30日以内に使用してください。開けた容器は冷蔵しないでください。
ほかのメーカーは、未開封容器を2-4℃（35-40°F）で保存すれば、最大12ヶ月保存できるとしている。ユーザーフォーラムや一部の製造元は、家庭用冷凍庫の典型的な温度である-20℃（-4°F）で未開封で保管し、使用前に内容物を室温に戻すようにすることで、ほぼ無期限に保存できるとしている。開けた容器を再冷凍すると、空気中の水分が容器内で凝縮することがある。しかし、趣味人からの報告によると、CAを冷凍庫に保存すると、シアノアクリレートを無期限に保存できるという。
シアノアクリレートは経時劣化すると、重合が進んで粘稠になり、硬化速度も遅くなる。その場合には、同じ化学組成のシアノアクリレートで希釈することができる。シアノアクリレートを-18℃（0°F）以下で保存すると、重合プロセスがほぼ停止し、劣化を防ぐことができる。

## 参照
- derma+flex QS 510k Letter: http://www.accessdata.fda.gov/cdrh_docs/pdf10/K101276.pdf
- LiquiBand 510k Letter: http://www.accessdata.fda.gov/cdrh_docs/pdf8/K083531.pdf
- Fernandez, Tania & Bliskovsky, Val (2 January 2003). "Cyanoacrylate Technology: Stay Glued". Pharmbiz.com.
- Hayes, Sharon Caskey (2004年7月11日). “Discovery of Super Glue helped land Coover in National Inventors Hall of Fame”. Kingsport Times-News
- Jueneman, F. (1981年8月). “Stick it to um”. Industrial Research & Development:  p. 19
- Perry, L. C.. “An evaluation of acute incisional strength with Traumaseal surgical tissue adhesive wound closure”. Dimensional Analysis Systems Inc.
- Quinn, J. & Kissack, J. (1994). “Tissue Adhesives for Laceration Repair During Sporting Events”. Clinical Journal of Sports Medicine 4 (4):  245–248. doi:10.1097/00042752-199410000-00006.
- Schwade, Nathan D. (2002年4月10日). “Wound Adhesives, 2-Octyl Cyanoacrylate”. eMedicine article
- Vinters, H. V.; Galil, K. A.; Lundie, M. J.; Kaufmann, J. C. (1985). “The histotoxicity of cyanoacrylates. A selective review”. Neuroradiology 27 (4):  279–291. doi:10.1007/BF00339559. PMID 3900798.